# Toni&Guy
Toni&Guy ist ein internationales Friseurunternehmen, das 1963 von den Brüdern Giuseppe und Gaetano Mascolo in London gegründet wurde. Toni&Guy hat weltweit mehr als 6000 Mitarbeiter in über 400 Salons, davon befinden sich 14 Salons in Deutschland. 

## Geschichte
Das Unternehmen geht zurück auf den Italiener Francesco Mascolo, der in Pompeji als Friseur arbeitete. 1956 gewann er bei einem Friseurwettbewerb eine Reise nach London, auf der er seine Frau kennenlernte. Die beiden bekamen vier Kinder, die alle Friseure wurden. 
1963 eröffneten zwei der Söhne, Giuseppe Toni und Gaetano Guy in London den ersten Salon, kurze Zeit später beteiligte sich auch ihr Bruder Bruno Mascolo am Unternehmen. 1974 stieß der jüngere Bruder Anthony ebenfalls dazu; zu diesem Zeitpunkt gab es in London bereits drei Toni&Guy-Salons. 
Bruno Mascolo eröffnete 1985 den ersten US-amerikanischen Salon in Dallas und brachte die Haarpflegeserie TIGI auf den Markt.
Der Geschäftsführer für Deutschland, Nicolo Pulia, eröffnete 1991 den ersten Toni&Guy-Salon in Stuttgart. 2008 gibt es in Deutschland 14 Salons.

## Akademien
1984 wurde in London die erste Toni&Guy-Academy gegründet, die Mitarbeitern und Kollegen Möglichkeiten zur Aus- und Weiterbildung gibt. 2008 gibt es weltweit 28 solcher Akademien, die deutsche befindet sich in Stuttgart.

## Produkte
Unter der Dachmarke Toni&Guy werden auch die Hairstyling-Produkte vertrieben.